# Roger Wolcott Sperry
Roger Wolcott Sperry (ur. 20 sierpnia 1913 w Hartford (Connecticut) w Stanach Zjednoczonych, zm. 17 kwietnia 1994 w Pasadenie) – amerykański neuropsycholog, neurobiolog i laureat Nagrody Nobla w dziedzinie fizjologii lub medycyny, którą zdobył w roku 1981 za prace dotyczące rozdzielonego mózgu. W tym samym roku zostali nagrodzeni David Hunter Hubel i Torsten Nils Wiesel za badania dotyczące przetwarzania informacji w układzie wzrokowym.
Urodził się w inteligenckiej rodzinie w Hartford. Śmierć ojca, bankowca, zastała go w wieku 11 lat.
W szkole średniej, za znakomite wyniki sportowe i dobre naukowe otrzymał stypendium Oberlin College, który ukończył z tytułem licencjata w zakresie anglistyki w 1935 roku. Tam też podjął studia magisterskie z psychologii, które ukończył dwa lata później. Doktoryzował się z zoologii na Uniwersytecie w Chicago.
Po otrzymaniu stopnia doktora pracował na Uniwersytecie Harvarda i w podległym mu Yerkes National Primate Research Center w Atlancie, by powrócić do Chicago w randze profesora. W 1954 przyjął stanowisko profesora psychobiologii na California Institute of Technology w Pasadenie, które zajmował przez następnych 30 lat, do roku 1984.
Sperry w swojej pracy naukowej usuwał ciało modzelowate, obszar mózgu przesyłający sygnały między prawą a lewą półkulą mózgową w celu leczenia padaczki. Pacjenci poddawani byli następnie testom z wykorzystaniem zadań, o których wiedziano, że zależą od poszczególnych półkul mózgu. Sperry wraz ze współpracownikami stwierdzili, że półkule potrafią zachowywać się autonomicznie. Badania znakomicie przyczyniły się do zrozumienia lateralizacji funkcji mózgu i zostały uhonorowane Nagrodą Nobla oraz Narodowym Medalem Nauki.
W 1949 roku Roger Sperry poślubił Normę Gay Deupree, z którą miał dwójkę dzieci: Glenna Michaela i Janet Hope.